# Шапур I
Шапур I — царь царей (шахиншах) Ирана, правил приблизительно в 240/241  — 271/272 годах. Из династии Сасанидов, сын Арташира I. Продолжил укрепление государства, начатое его отцом. Вёл успешные войны против римлян.

## Биография

### Легенды связанные с рождением и именем Шапура

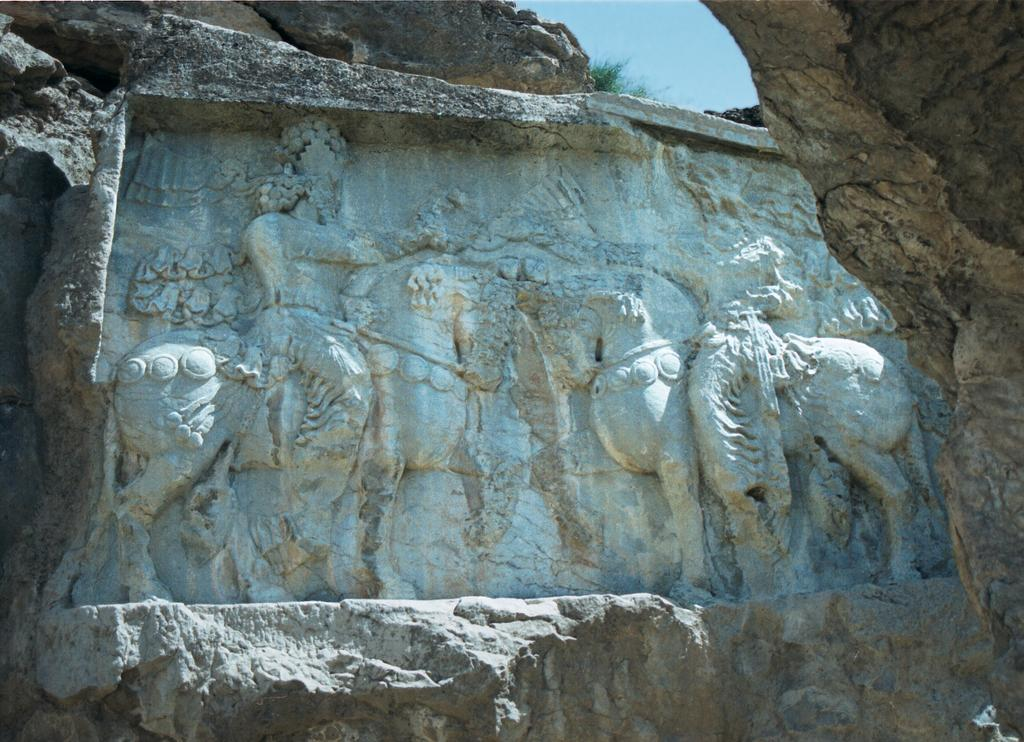
Инвеститура Шапура I. Накше-Раджаб. Царь (справа) верхом на лошади тянется к кольцу с лентами (олицетворяющему власть), которое держит также восседающий на коне Ормазд (слева). Голова и корона царя повреждены до неузнаваемости. Херрманн убедительно определил, что это ранний рельеф Шапура I, основываясь на стилистических аргументах и работе с инструментами

Мухаммад ат-Табари, исламский историк и богослов, автор «Истории пророков и царей» сохранил романтическую легенду о рождении Шапура. Согласно ей, Ардашир Папакан, несмотря на то, что поклялся истребить весь род Аршакидов, женился на дочери Артабана V, так как та скрыла своё происхождение и выдала себя за служанку. Она забеременела от него и, наконец, призналась ему, что принадлежит к роду Аршака. Царь повелел её казнить.
Вельможе, которому царь поручил привести приговор в исполнение, женщина призналась, что она беременна. Тогда вельможа заточил её в подземелье, а сам отсёк свой половой член, поместил его в ларец и запечатал. Вернувшись к царю, вельможа ответил на его вопрос о девушке, что та покоится во чреве земли, а затем передал ларец и попросил царя наложить на него и свою печать и заключить в одну из сокровищниц. Так царь и сделал. А девушка осталась у вельможи и в конце концов благополучно разрешилась сыном. Вельможе не хотелось нарекать царского сына именем более низким, чем приличествовало его роду, но не хотел он и открывать мальчику истину прежде, чем он подрастёт и как следует выучится; кроме того, в час рождения младенца он исследовал по гороскопу его судьбу и узнал, что тот придёт к власти: поэтому вельможа дал ему говорящее имя, чтобы тот, когда узнаёт его значение, сделал выбор (то есть пожелал сохранить имя за собой); итак, он назвал мальчика Шапуром, то есть «сыном царя, царевичем». Некоторые, впрочем, считают, что он назвал мальчика Ашапуром, то есть «потомком Аршака», в честь рода его матери.
Через несколько лет Ардашир начал раскаиваться в содеянном и сокрушаться из-за одиночества. Когда же он, сетуя на бездетность, открыл вельможе свои чувства, тот признался царю в нарушении приказа и рассказал, что и мать, и сын живы. А в подтверждение того, что мальчик не мог быть прижит спасённой царицей от него, предъявил лежащее в ящичке. Обрадованный шах простил жену, принял сына, а верного вельможу щедро наградил. Когда же царь спросил сына по-персидски: «Как тебя зовут?» — тот ответил: «Шапур», а Ардашир повторил: «Шах пур!» (Сын царя!).
Но это — только легенда. По историческим данным — известно, что Шапур I родился задолго до низвержения парфянской династии Аршакидов (до 210 года), что подтверждается рельефами Ардашира в Фирузабаде. Его имя действительно может происходить от др.-перс. *xšayaθiya.puθra и означать «царский сын», «царевич». Вероятно, первоначально это был титул, но впоследствии (по крайней мере, в последних десятилетиях II века н. э.) он стал использоваться как личное имя.

### Соправительство с отцом

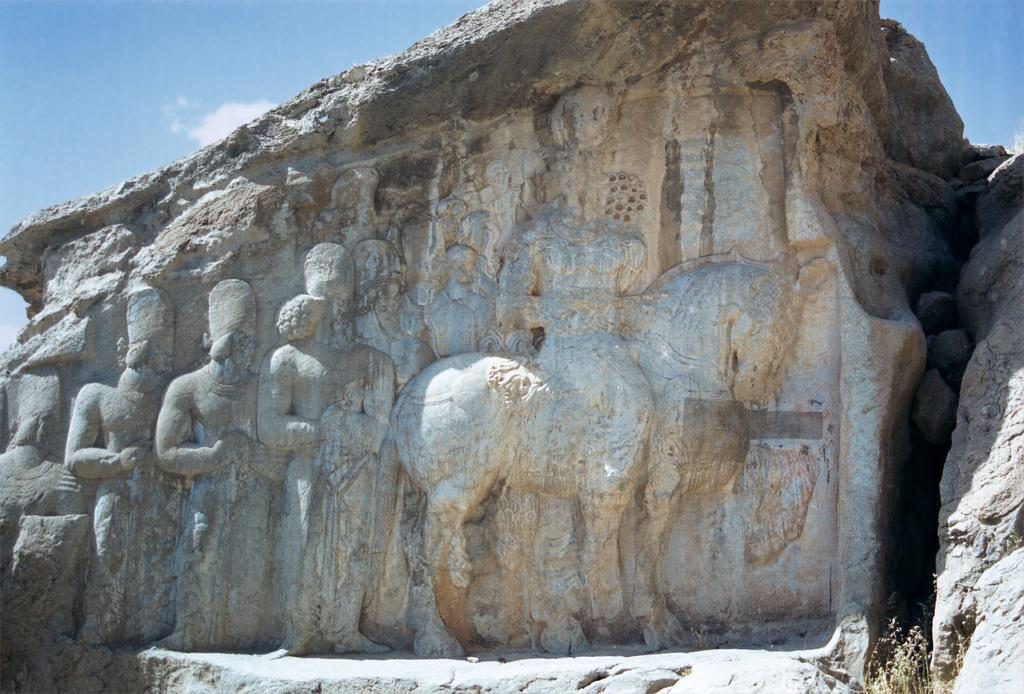
Конный рельеф Шапура I в Накше-Раджаб. Был вырезан прямо напротив рельефа инвеституры того же царя. Шапур изображён верхом на лошади. Позади него следуют девять человек, которые, возможно, были важными придворными или членами династии. Их невозможно идентифицировать, за исключением того, кто находится сразу за царём, который, вероятно, идентичен наследному принцу Ормизду. На груди коня есть трёхъязычная надпись, в которой говорится: «Это изображение полубога, поклоняющегося Мазде, владыки Шапура, царя царей Ирана (ариев) и Не-Ирана (не ариев), чей род [состоит] из богов, сына полубога, поклоняющегося Мазде, владыки Ардашира, царя царей, чей род [состоит] из богов. Внук божественного господина Папака, царя»

Шапур I был сыном Ардашира I и «госпожи Мирод» (надпись Шапура I на «Каабе Зороастра»). Прежде чем стать шахиншахом, он на протяжении полутора десятков лет был деятельным помощником своего отца, участвуя во всех его предприятиях и завоеваниях. Он сражался вместе с отцом против Артабана V в битве при Ормиздакане в 224 году, где вступил в схватку с визирем Артабана Дарбенданом и победил, а позже длительное время руководил западной кампанией персов, проявив себя грамотным военачальником. Ардашир «оценивал его нежнее, мудрее, храбрее и способнее всех своих детей» и провозгласил Шапура соправителем, во время осады римского города Хатры. Кёльнский кодекс Мани гласит: В 24-й год рождения Мани (то есть 240 год), когда Ардашир «покорил город Хатра и царю Шапуру, своему сыну водрузил на голову большую (царскую) диадему». Ему вторит Балами: «Ардашир своей собственной рукой возложил корону на голову Шапура». Наконец, в конце 242 года в своём письме в сенат император Гордиан III утверждал, что снял угрозу «персидских царей» над городом Антиохией в Сирии. Всё это явно указывает на период соправительства царей Ардашира и Шапура I. Торжественная коронация Шапура как самодержца состоялась уже после смерти Ардашира в апреле 243 года.
Особый вопрос вызывает день коронации Шапура I. Ибн ан-Надим, ссылаясь на манихейских авторов, сообщает, что Мани выступил со своим вероучением в день коронации Шапура, в воскресенье, в первый день нисана, когда солнце стояло в созвездии Овна. В литературе отмечается, что этой дате соответствует либо 12 апреля 240 года, либо 9 апреля 243 года. Однако мы знаем из «Глав» (Кефалайа) самого Мани, что при коронации Шапура как царя он не присутствовал, так как ещё в конце правления Ардашира ушёл проповедовать на восток, откуда вернулся только после вступления на престол нового монарха. Сообщение Ибн ан-Надима поддаётся объяснению только если предположить, что Мани имеет в виду коронацию Шапура как соправителя Ардашира, которая, как мы знаем из других источников, произошла при жизни последнего. Мани, видимо, находился неподалёку от двора и счёл этот день лучшим моментом, чтобы начать проповедовать своё вероучение.
Ат-Табари так характеризует этого царя:

«Ещё до прихода Шапура к власти, при жизни его отца, персы на многих примерах убедились в его уме, великодушии, познаниях, узнали его великую храбрость, красноречие, милость к подданным и кроткое мягкосердечие. Когда Шапура короновали, знать собралась вокруг него, пожелала долгой жизни и много говорила о его отце и его выдающихся достоинствах. Он ответил, что осчастливлен их словами о своем отце, и дал им добрые обещания. Затем царь послал в сокровищницы за деньгами, одарил собравшихся людей богатыми подарками и распределил деньги между почтенными людьми, воинами и теми бедняками, которых счёл этого достойными. Он также написал наместникам разных земель и стран, чтобы они распорядились деньгами таким же образом. Так-то его щедроты и благодеяния распространялись повсюду, на знатных и ничтожных, высоких и низких, и для всех их жизнь стала легче. Затем он избрал для них наместников, хотя сам намного превосходил их, как и всех своих подданных. Прекрасный образ жизни Шапура стал широко известен, его слава далеко разошлась, и он возвысился над всеми царями».
При Шапуре I была сделана одна из известнейших надписей сасанидского периода — надпись на так называемой «Каабе Зороастра» (здание в Накше-Рустам).

### Военные походы

#### Восстановление власти персов на востоке
Почти всё правление Шапура прошло в военных действиях против римлян и восточных соседей. Автор «Хроники Арбелы» отмечает воинственность этого царя: «В то время умер Ардашир, царь персов, и вступил после него Шапур, он был очень жесток по природе. В первый же год была у него война с хорезмийцами, с мидянами гор и в жестокой сече он победил их. Оттуда он отправился и покорил гилянцев, дейлемитов, гирканцев, что обитают в дальних горах, близ последнего (Каспийского) моря. И напал страх на всякого человека». Видимо, после смерти Ардашира знать подчинённых им территорий на востоке попыталась избавиться от власти персов, однако Шапур восстановил власть Сасанидов над областями востока.

#### Поход императора Гордиана III

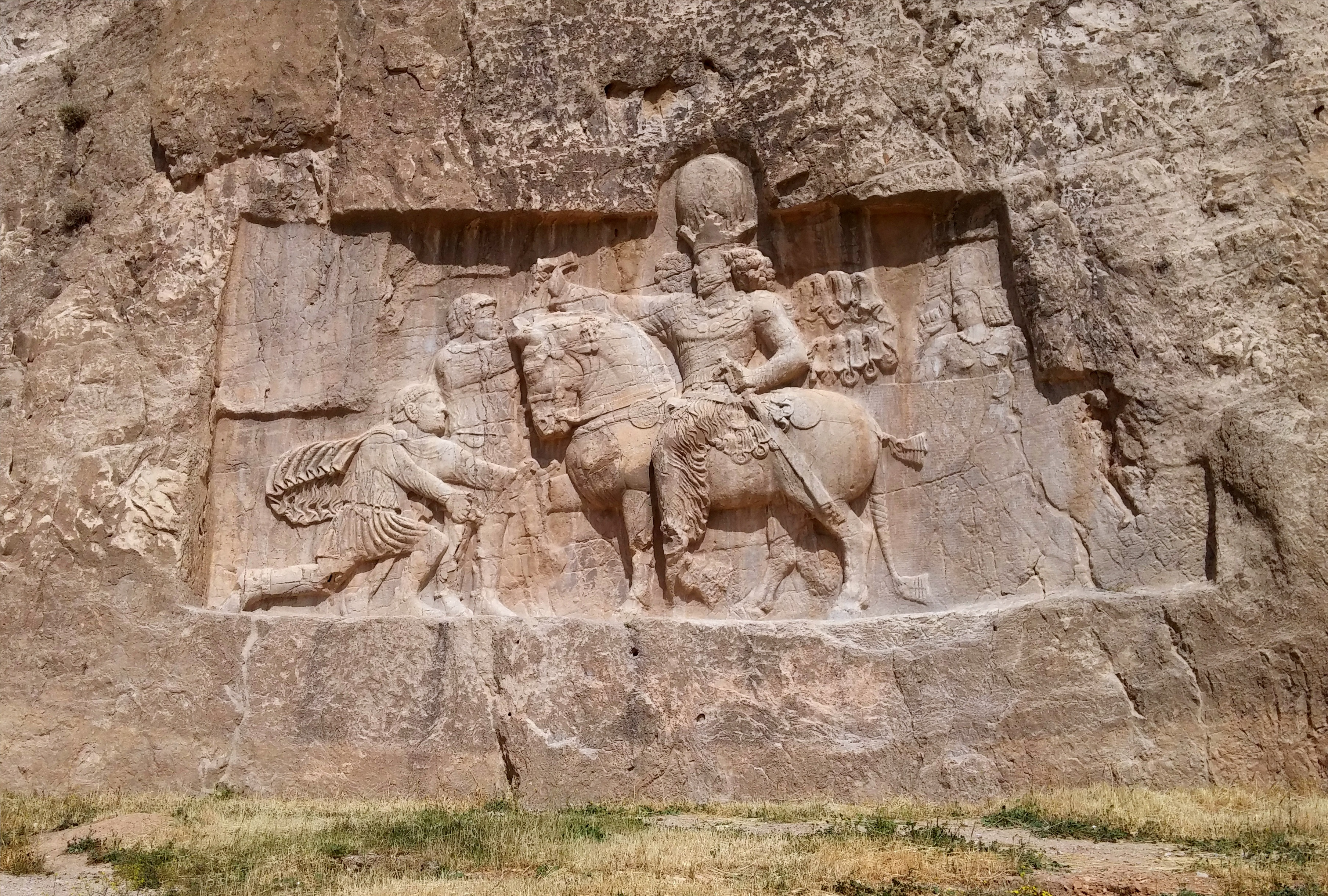
Шапур I празднует триумф над Валерианом. Рельеф в Накше-Рустам Итак, мы видим императора Филиппа, преклонившего колени перед царским конём. Стоящий человек, схваченный Шапуром за руку, — это римский император Валериан, который был взят в плен в 260 году. Следовательно, барельеф в Накше-Рустаме должен быть датирован после этого события. Позади торжествующего Шапура справа мы видим его верховного жреца Картира, приветствующего царя жестом кулака и большого пальца. (Этот жест можно увидеть на многих сасанидских наскальных рельефах, и его до сих пор делают кочевники гор Загроса). Эта часть рельефа была добавлена во время правления Бахрама II

Главные события в это время происходили для Ирана на западе. Ни римляне, ни персы не давали друг другу передышки почти два десятка лет. На это время пришлось три крупные войны (242—244, 252—256, 258—260 годов), а так как мирные договоры были весьма непрочными, промежутки между кампаниями заполняли мелкие конфликты, превратившие территории близ римско-персидской границы в настоящие «земли плача».
Около 243 года против Ирана выступила римская армия во главе с юным императором Гордианом III. Император шёл на персов «с огромным войском и таким количеством золота, что мог бы легко победить персов с помощью либо вспомогательных войск (то есть, наёмников), либо своих воинов». По мнению Юлия Капитолина (впрочем, оспариваемому), благодаря усилиям советников и полководцев Гордиана — главным образом его тестю Тимесифею, который был префектом — персы оставили ранее захваченные ими земли, освободив много городов и не причинив особого ущерба их жителям. Римляне нанесли поражение войску Шапура I при Ресайне (Рас-эль-Айн), сняли осаду с Антиохии, отбили Карры и Нисибин и стали угрожать непосредственно Ктесифону. Однако военное счастье изменило римлянам, сначала в 243 году умер от болезни Тимесифей, а в феврале 244 года погиб и император Гордиан. Римские источники впоследствии всячески замалчивали это поражение римлян, а гибель Гордиана приписывали предательству Филиппа Араба, занявшего пост префекта претория после Тимесифея. Объективные факты дошли до нас в двух источниках: в «Сивиллиных книгах» и в трёхъязычной надписи (трилингве) самого Шапура I на «Каабе Зороастра». Надпись на Кааба Зороастра гласит: 

«И тогда, когда я стал править страной, Гордиан, цезарь, собрал войска со всей Римской империи, от готов и германцев, и выступил к Асурестану (Ассирии) на Ираншахр и на нас. И у границ Асурестана, у Мисиха (Массика, на среднеперсидском — mšyk), великое сражение произошло. Гордиан, цезарь, был убит. И римское войско было рассеяно. И римляне сделали Филиппа цезарем. И Филипп, цезарь, пришёл к нам, прося мира, и дав нам 500 тысяч динаров за жизнь своих друзей, став нашим данником. И мы Мисих поэтому назвали Пероз-Шапур („Победитель Шапур“)».
Более поздний византийский хронист Зонара также сообщает, что «молодой император был сбит с коня в битве, сломал бедро и умер от этой раны». Так или иначе, ставший императором Филипп Араб заключил мир, выплатил персам крупную сумму денег (2750 кг золота) и уступил спорные области. Недаром римляне считали этот мир «самым постыдным договором». Так как Римскую империю продолжали лихорадить мятежи и нападения европейских варваров, у Филиппа Араба и в дальнейшем недоставало сил проводить твёрдую политику на востоке. Персы начали наступление на Армению, Кавказскую Албанию и Иберию, лишая Рим гегемонии на Кавказе.

#### Разгром римлян при Барбалиссе
Однако потеря Армении наносила существенный урон римскому влиянию на востоке, поэтому, не прошло и десяти лет, как вспыхнула новая римско-иранская война, о перипетиях которой мы имеем очень мало сведений. В этот период, как мы можем предполагать[стиль], Шапур не только усилил свою державу, возможно, за счёт новых завоеваний на востоке, но он ещё и, что кажется весьма вероятным[стиль], сражался против армян. В своей надписи на «Каабе Заратуштры» Шапур обвиняет не названного по имени императора в вероломстве и нарушении мирного договора в части, касавшейся Армении. Видимо, римляне начали возвращать себе территории, отторгнутые персами в Армении, ибо по источникам мы не знаем никаких иных действий римлян, которые Шапур мог бы охарактеризовать так. Несмотря на путаницу в наших источниках, мы можем выстроить следующий сценарий. Хосров, царь Армении, был предательски убит, и сасанидский правитель воспользовался этим поводом, чтобы захватить Армению; точные даты этих событий неизвестны, но случиться они должны были около 251 года. Тогда Тиридат, сын погибшего царя, бежал на римскую территорию, и это стало поводом к войне, которым Шапур не преминул воспользоваться, чтобы оправдать своё нападение. В сирийской хронике 724 года начало войны отнесено к 563 году селевкидской эры (251/252 год). Вероятно, Шапур выступил весной 252 года, хотя не исключено, что он предпринял поход ранее, узнав о гибели императора Деция в сражении с готами (июль 251 года). Войско Шапура двинулось вверх по Евфрату. В надписи Шапура первой из занятых персами римских крепостей называется Аната (Ана), из чего можно заключить, что на тот момент римляне закрепились в среднем течении Евфрата. Шапур I захватил несколько городов и осадил Нисибин, но серьёзные неприятности в районе Хорасана «потребовали его присутствия там». Только спустя несколько лет персы смогли продолжить поход.
Решительное сражение произошло при Барбалиссе (совр. Калаат-Балис на правом берегу Ефрата в Сирии), где персы разгромили 60-тысячную армию римлян. Римлянами командовал, по-видимому, легат Сирии. Об этом поражении римлян и деталях дальнейшей кампании мы узнаём[стиль] из той же надписи на «Каабе Зороастра»; римские источники тщательно стараются скрыть позорные для Рима факты. Примерную дату этой битвы позволяют установить пехлевийские надписи из синагоги в Дура-Эвропос, в которых имеется дата обороны Дура-Эвропос — октябрь 255 года. Верхним хронологическим рубежом является последний выпуск монет императора Валериана в Антиохии-на-Оронте, датированных 256 годом.
После чего персы вторглись в Сирию и разорили её вплоть до побережья. Персидские источники перечисляют 37 городов и крепостей захваченных в этом походе, в числе которых в надписи Шапура I называются Верея (Алеппо), Халкида (Киннасрин), Апамея (Калат ал-Мадик), Рефанея (в исламскую эпоху — Рафаниййя в области Хомса), две Селевкии (одним из этих городов должна быть Селевкия Пиерия, порт недалеко от Антиохии; другая Селевкия отождествляется в литературе с Салукиййей в 15 километрах к северу от Масйафа в Сирии), Антиохия, Кирр (Наби Хури), Александретта (Искендерун), Никополь (в литературе отождествляется с Ислахийе) и Хамат (Хама). Рядом с ними в надписи фигурируют Гиераполь (Манбидж), Зеугма, Долихе, Германикея (Кахраманмараш) и Батна (Суруч). О стремительности и внезапности этого рейда персов лучше всего свидетельствуют слова Аммиана Марцелина:

«… когда однажды в Антиохии, во время глубокого мира один мимический актёр со своей женой во время театрального представления изображал выхваченные из жизни сценки и публика залюбовалась изяществом исполнения, жена его вдруг сказала: „Если это не сон, то вот персы“. Публика повернула головы и, стараясь спастись от тучи пущенных в неё стрел, рассеялась, кто куда мог. Город был подожжён, убито много мирно разгуливающих людей, в окрестностях произведены были страшные грабежи и поджоги, и враги с огромной добычей беспрепятственно ушли домой…»
Другая линия повествования связана с личностью антиохийского аристократа, имя которого в источниках пишется как Кириад или Мариад. Согласно некоторым авторам, он призвал Шапура и с его помощью овладел Антиохией. Иоанн Малала сообщает также, что войска Шапура приблизились к Антиохии, пройдя через область Халкиды. Значит, они должны были двигаться не через Карры и Эдессу, а вверх по Евфрату. Падение Антиохии следует, видимо, объяснять тем, что сторонники Кириада (Мариада), которых в городе было немало, взяли власть и впустили войска Шапура. Это позволяет объяснить и внезапность появления сасанидских воинов в городе, что особо выделяет Аммиан Марцеллин. В том же походе войска Шапура взяли также Эмессу (Хомс). Что касается Кириада (Мариада), то, согласно приписываемой Требеллию Поллиону истории «тридцати тиранов», он провозгласил себя императором, и его власть признали (видимо, не без помощи Шапура) в Антиохии и Кесарии (Аназарбе). Затем, однако, он погиб в результате интриг своих сподвижников. В том же источнике уточняется, что это произошло в тот момент, когда император Валериан выступил на войну с персами. Между тем, по сообщениям Аммиана Марцеллина и Иоанна Малалы, Мариад был казнён по приказу Шапура.
Тем самым, если смотреть со стороны Барбалисса, отчётливо видны два направления похода — на запад, к столице Римского Востока Антиохии-на-Оронте, и на север, вдоль Евфрата. Видимо, Шапур, считая, что главные силы римлян разбиты, не ожидал достойного сопротивления и разделил своё войско на две части. Сам царь с главными силами отправился в Сирию, где, действительно не встречая сопротивления, брал один город за другим. По словам Зосима «персам легко удалось бы овладеть всей Азией, если бы они, обрадовавшись обилию добычи, не помышляли охотнее о том, чтобы сохранить её и доставить домой». Другое войско двинулось на север. Судя по тому, что его предводители, овладев Батной, не попытались взять Эдессу, а двинулись на Германикею, их задача состояла скорее в том, чтобы максимально ослабить опорные пункты римлян на Евфрате и, возможно, проложить путь для будущих походов.
Отдельно в надписи Шапура сообщается о взятии крепостей в Каппадокии, среди которых называется, в частности, Сатала (отождествляется с Садаком, селением в Турции поблизости от гор Отлукбели, к юго-востоку от Келькита). Поскольку войска Шапура прошли далеко от Каппадокии, маловероятно, чтобы речь шла об одном и том же походе. Видимо, сведения надписи следует сближать с известием Иоанна Зонары о том, что вскоре после воцарения Требониана Галла персы подчинили себе Армению, изгнав царя Тиридата. Сыновья последнего не последовали за отцом и предпочли осесть у персов. Можно представить себе, что полководцы Шапура одновременно с походом царя в Сирию нанесли удар в Армении и, заняв её, продвинулись далее в Каппадокию. Спустя триста лет Агафий Миринейский так описывал ужасы этого нашествия:

«Проклятый Сапор (Шапур) …продвинулся дальше и опустошил Месопотамию и затем, вторгшись в соседние области, ограбил киликийцев и сирийцев и, дойдя вплоть до Каппадокии, совершил безмерное количество убийств, так что впадины и пропасти, ущелья в горах заполнял трупами убитых и отстоящие друг от друга и возвышающиеся друг над другом холмы уравнивал так, что мог проводить конницу по трупам, а хребты гор переходил как равнину».
Разорение и грабежи захваченных римских владений показывают, что Шапур не имел намерения присоединить эти земли к своему государству. С захваченных территорий Шапур выводил трудоспособное население и селил его в глубинных районах Ирана — Парсе, Парфии, Хузестане, Вавилонии. Так, например, для пленных жителей Антиохии-на-Оронте шах заложил целый город, торжественно назвав его Вех-аз-Андив Шапур (то есть «лучше Антиохии [сделал] Шапур»; позднее — Гунде-Шапур). Этот город был одним из главных культурных центров Сасанидской империи. Фирдоуси писал, что якобы каждый переселенец обнаружил в этом городе копию своей прежней улицы и дома. Согласно мнению современных историков, наличие таких пленных способствовало умножению христианской общины Ирана, поскольку к этому времени многие из антиохийцев, несмотря на все гонения, исповедовали эту религию. Также известно, что митрополит антиохийский Деметриан, пленённый персами в 256 году, был поселён в Гунде-Шапуре.

#### Разгром императора Валериана
В 260 году против Шапура выступил с огромным войском в 70 000 солдат сам император Валериан. Последовательность событий во время третьей кампании Шапура также неясна. В надписи Шапура I на «Каабе Зороастра» рассказ о третьей войне царя против Рима начинается с известия о её центральном событии — победе над императором Валерианом, который был взят в плен вместе с некоторыми полководцами и отправлен в сасанидские владения. Самое правдоподобное предположение состоит в том, что Шапур осаждал Эдессу и Карры, когда император с армией подошёл к Эдессе. В начале осени римлян постигла катастрофа: окружённый под Эдессой Валериан сдался персам. Зосим утверждает, что Валериан пытался купить мир, но был предательски схвачен персами во время переговоров по условиям этого мира. Вместе с императором в плен попали префект претория, сенаторы, военачальники, но главное — войска, в которых Рим нуждался отчаянно. Согласно преданию, римскими военнопленными была воздвигнута сохранившаяся до наших дней плотина между городами Шуштер и Дизфуль на реке Карун. Современное название плотины — Банд-э Кайсар (то есть «плотина кесаря») — сохранило нам воспоминание об этом событии.

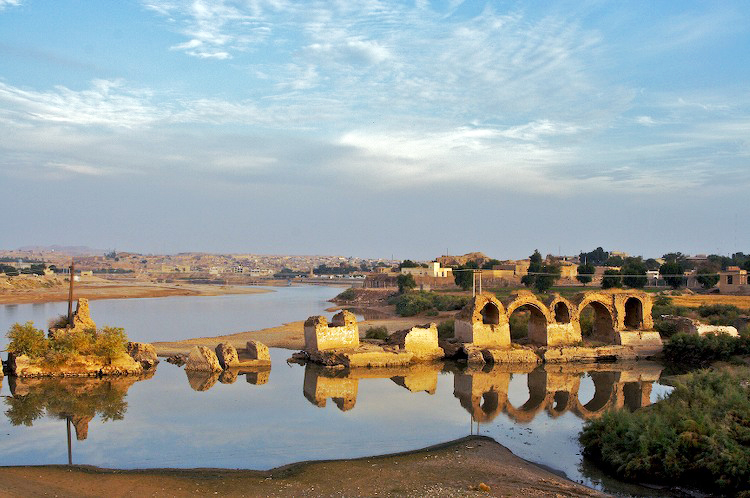
Построенная римлянами Банд-е Кайсар («Плотина кесаря») в Шуштере, Иран. Предположительно построена римскими военнопленными во время правления Шапура I. Данные мост и плотина являются самыми восточными римскими инженерными сооружениями и были первыми в своём роде в Иране

Далее в надписи Шапура следует список из тридцати шести городов, которыми войска Шапура овладели в ходе кампании. Из него можно заключить, что часть войск шла вдоль южного побережья Турции. Среди взятых ими городов в надписи называются Александретта, Катавол (в литературе гипотетически идентифицируется с Бурназом, расположенным около северной оконечности залива Искендерун), Эгеи (отождествляется с Айасом), Мопсуэстия (в исламской литературе — ал-Массиса, Миссис на реке Джейхан), Малл (согласно описанию Страбона, Малл находился недалеко от реки Пирам), Тарс, Зефирион (в литературе отождествляется с Мерсином), Севастия (в литературе отождествляется с Айашем, расположенным около побережья, на дороге от Мерсина к Силифке), Корик (развалины к северо-востоку от Силифке), Аназарб, Кастабала (Гиераполь к северу от Османие в юго-восточной Турции), Эпифания (развалины к северу от северной оконечности залива Искендерун), Никополь, Келендерида (Гилиндире около современного Айдынджика, к юго-западу от Силифке), Анемурион (развалины на полуострове Анамур Бурну), Селинус (развалины к северу от города Газипаша). Возможно, к ним следует причислить упоминаемые также в надписи Антиохию и Селевкию ‒ если отождествлять их с Эндише-Гюнеем и Силифке соответственно. Близки к этому некоторые сведения нарративных источников, в частности упоминание Иоанна Малалы о захвате войсками Шапура города Росса (по словам Страбона, Росс находился вблизи залива Искендерун), а также слова Георгия Синкелла о том, что персы помышляли захватить Помпеюполь (Вираншехир). Некоторые отряды направлялись на север. Один из них взял Домициуполь (отождествляется с современным Диндеболом к северо-западу от Эрменека); ему же, видимо, следует приписывать захват Ларанды (отождествляется с современным Караманом) и Икониона (Коньи), а также вторжение в Ликаонию, о чём говорит Синкелл. Самый дальний поход совершило войско, которое взяло Тиану, а затем, продвинувшись далеко на север ‒ Кесарию (Кайсери), Севастию (Сивас) и Коману (развалины к северо-востоку от Токата). Сведения надписи сходны с наиболее полными рассказами об этой войне в византийской литературе, сохранившимися у Георгия Синкелла и Иоанна Зонары. Согласно им, Шапур овладел Антиохией, Тарсом и Кесарией после того, как взял в плен Валериана. Но в обоих источниках утверждается также, что ещё до пленения императора персы нападали на Сирию и Каппадокию.

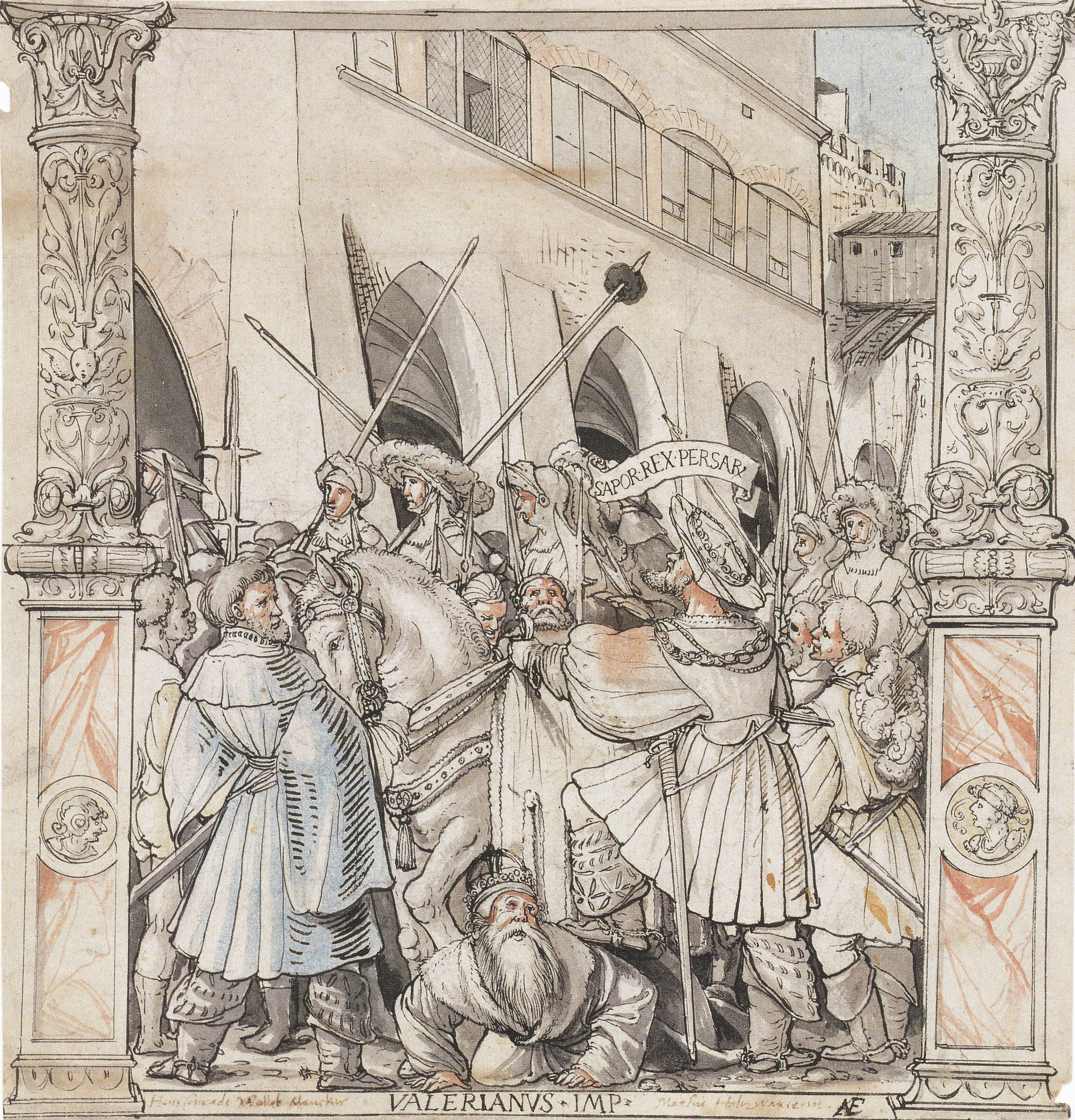
Унижение императора Валериана Шапуром, царём Персии. Рисунок Ганса Гольбейна (1497—1543). Художественный музей Базеля

На основе сказанного мы можем предложить следующую реконструкцию событий. Незадолго до 260 года Шапур взял Нисибин и стал предпринимать вторжения в Сирию и Каппадокию. В 260 году Валериан выступил с войском на восток. Согласно Зосиму, он двигался через Антиохию. Если имеется в виду Антиохия в Сирии, то возможно, первый удар Валериан нанёс по Кириаду (Мариаду). Тот бежал к Шапуру, однако при дворе царя уже ходили слухи, что он договорился с Валерианом и сдал ему Антиохию. Шапур казнил Кириада (Мариада), двинулся навстречу Валериану, подошедшему к Эдессе, и после решающего сражения взял его в плен. Вслед за этим войска Шапура вторглись в Малую Азию и взяли ряд городов, о которых говорится в надписи царя на «Каабе Зороастра». Сокрушительному разорению подверглась также Каппадокия, которая, согласно хронике, приписываемой Дионисию Телль-Махрскому, после вторжения войск Шапура более не была заселена.
Некоторые данные указывают на то, что Шапур во время похода собирался закрепиться в областях, по которым проходили его войска. Согласно Иоанну Малале, он назначил наместника (сатрапа) Киликии. Картир сообщает в своей надписи на «Каабе Зороастра», что он назначал священнослужителей и устанавливал священные огни во всех областях, по которым прошли войска Шапура, называя среди них Антиохию, Сирию, Тарс, Киликию, Кесарию и Каппадокию, Армению, Ивирию, Кавказскую Албанию, Баласаган и земли вплоть до Аланских Ворот (то есть до Дарьяльского ущелья).
Не вполне ясна и дальнейшая судьба захваченного императора Валериана. По одним преданиям, императора заставляли сгибаться и подставлять свою спину шаху садящемуся на коня. И Лактанций и Агафий Миринейский, ссылаясь на «многие исторические сочинения», пишут, что с императора содрали кожу. Фирдоуси, напротив, утверждает, что шах оказывал большой почёт Беранушу (=Валериану). Судя по всему, условия плена действительно не были для императора слишком тяжёлыми: по свидетельству современников, он даже в плену участвовал в политике своего государства — принимал послов, обращался с письмами к сенату. Возможно, именно для Валериана в Бишапуре был выстроен дворец, развалины которого сохранились и поныне. Как бы то ни было, император Валериан, первый и последний в истории Римской империи государь, захваченный внешними врагами, умер в плену. По-видимому, в Иране придавали большое значение победе над римлянами и пленению Валериана, так как в память об этом событии на скалах были высечены грандиозные рельефы; один неподалёку от Бишапура, другой — в Накше-Рустам, между гробницами древних персидских царей из династии Ахеменидов, изображающие Шапура-триумфатора и побеждённого Валериана.

#### Дальнейший ход военных действий
Сын Валериана император Галлиен, атакованный полчищами германских варваров, напрягал все силы, чтобы добиться спокойствия хотя бы в Европе и ни чем не мог помочь своим восточным провинциям. Но победа иранцев над римлянами должна объясняться скорее слабостью римлян, чем силой иранцев. Это видно хотя бы из того, что, возвращаясь из победоносного похода, Шапур подвергся нападению со стороны царя Пальмиры Одената. Для Пальмиры усиление Сасанидского государства было чрезвычайно опасным. Поэтому Оденат и решил напасть на Шапура. В этом сражении войска иранцев были разбиты. Тогда персы бросили часть добычи и перерезали множество пленных.

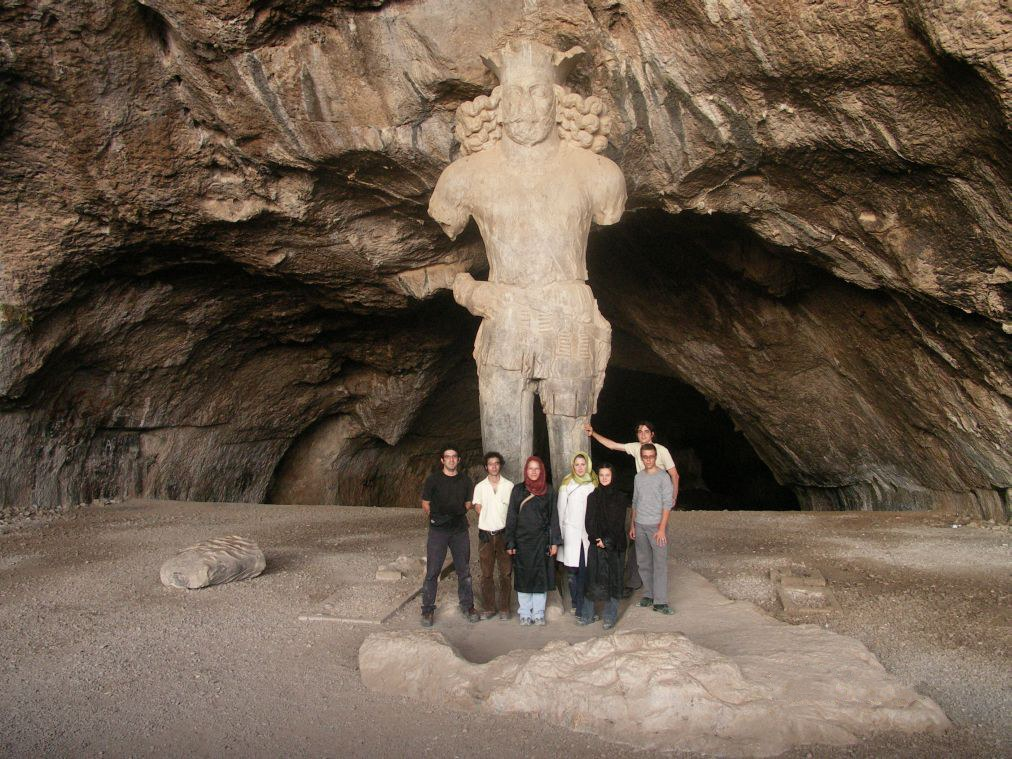
Колоссальная статуя Шапура I стоящая в так называемом гроте Шапура, огромной известняковой пещере на юге Ирана, примерно в 6 км от древнего города Бишапур. Монументальную статую Шапура I высотой около 6,70 м и шириной в плечах более 2 м можно считать самой впечатляющей из сохранившихся скульптур державы Сасанидов. Она высечена из огромного сталагмита, образовавшегося на этом месте. Она богата деталями и изваяна с необычайной тщательностью и вниманием. Голова, увенчанная зубчатой короной, и тело скульптуры в хорошем состоянии. Некоторые части рук и почти обе ноги отсутствуют. Скульптор выточил статую в соответствии с теми же размерами и эстетическим каноном, которые использовались для других наскальных рельефов Шапура I. После падения, скорее всего, в результате сильного землетрясения в период между XV и XIX веками, скульптура была снова поднята в 1950-х годах на двух бетонных столбах, стоящих у её первоначальных ног. Колоссальная статуя имеет атлетическое телосложение и мускулистые бицепсы, объёмную грудь и плоский живот. Шея импозантной фигуры необычайно широкая и сильная. Правая рука статуи подбоченилась, а левая рука лежит на сильно обветренной рукоятке меча. Голова и волосы статуи вырезаны во всех деталях симметрично. Под диадемой волосы монументальной статуи распускаются и ложатся на плечи. У царя усы и короткая борода. На нём также три украшения: ожерелье, серьги из крупного жемчуга и браслет на правом запястье.
Одеяние статуи состоит из трёх частей: нижняя рубашка, верхняя одежда и шаровары. Верхняя одежда скульптуры плотно прилегает к телу и состоит из прозрачной ткани. Его облегающая форма подчёркивает контуры плеч, верхней части рук и груди царя. На талии верхняя одежда туго скреплена ремнём, а второй ремень, свободно свисающий вокруг бёдер, скрепляет ножны меча.
Уцелела лишь небольшая часть ног колоссальной статуи Шапура I. Небольшие остатки левого бедра указывают на то, что правитель был одет в широкие гофрированные шаровары. Такую же модель штанов можно увидеть и на всех наскальных рельефах Шапура I.
Ноги статуи несколько расставлены; левая нога находится немного впереди правой. Оригинальные туфли статуи находятся в разном статусе сохранности. Правый ботинок сильно разрушен, а левый практически не повреждён и имеет круглый носок.
Хорошо известно, что в сасанидский период форма короны менялась от царя к царю. Из-за зубчатой короны и на основе искусствоведческих соображений статую почти определённо можно идентифицировать как статую Шапура I. Шапур I не всегда изображается с зубчатой короной, но он никогда не изображается с зубчатой короной без щитка. Это поднимает вопрос, был ли изначально щиток на короне колоссальной статуи. На вершине статуи и в зубцах короны видно отверстие. Это отверстие ясно свидетельствует о наличии щитка, сделанного определённо не из камня, а из металла.
Историк Мукаддаси, посетивший пещеру Шапура в X веке, заметил зелёный цвет в верхней части головы статуи и сообщил: «Парасанг от ан-Навбандиджана есть изображение Шапура, у входа в пещеру; на нём корона, у основания три листа зелёного цвета…». Это говорит о том, что венчик статуи, скорее всего, был изготовлен из бронзы, которая в X веке, когда Мукаддаси увидел статую, уже была окислена. Тот факт, что фрагментов щитка не сохранилось, можно объяснить тем, что после падения статуи некоторые ценные предметы были расхищены.
Великая статуя Шапура I была вырезана, скорее всего, во время его правления и может быть датирована периодом между 265 и 270 годами. Некоторые историки считают, что пещера была могилой Шапура I, хотя в пещере нет ни следов могилы, ни астодана, ни кенотафа.
Что касается пещеры Шапура, не исключено, что когда-то она была местом культа правителя. В сасанидский период, по-видимому, существовал культ, в котором важную роль играла вода. Тот факт, что в пещере есть три водоёма вполне может оправдать это утверждение. Кроме того, оригинальные ноги статуи не стоят ни на пьедестале, ни прямо на плоском полу пещеры. Вместо этого они стоят в прямоугольном углублении, вырубленном в полу пещеры, которое сейчас сильно разрушено эрозией. Это неглубокое углубление глубиной 30 см когда-то могло выполнять функцию резервуара для воды. Таким образом, можно предположить, что ноги статуи всегда или, по крайней мере, в определённых случаях стояли в воде. Если это так, то, скорее всего, пещера Шапура когда-то функционировала как место для культа правителя, имеющего некоторую связь с культом воды

Через два года Оденат, ставший верховным главнокомандующим римскими силами на Востоке, отбил у персов Нисибин и Карры и достиг Ктесифона, после чего какое-то время осаждал сасанидскую столицу; известия о её взятии, однако, кажутся неправдоподобными. Здесь мы должны обратить внимание на следующее обстоятельство. Войско Одената, составленное из племенных ополчений, было мало приспособлено для осады городов. Взятие Оденатом Карр и Нисибина объясняется в приписываемой Требеллию Поллиону истории двух Галлиенов тем, что местные жители сдали ему оба города. Разумеется, это было бы невозможно, будь там боеспособные гарнизоны персов. Видимо, Шапур не смог или не успел организовать оккупацию завоёванных территорий. Кроме того, вполне вероятно, что Шапур отвёл часть войск из завоёванных территорий на защиту столицы. Будучи союзником римлян, Оденат, видимо, передал им не только пленных персидских сановников, но и занятые территории. Добыча была огромной, ходили слухи, что пальмирцы захватили даже гарем самого шаха. Присланных в Рим захваченных персидских вельмож Галлиен провёл в своей триумфальной процессии в 262 году. При этом пальмирский властитель уже вёл самостоятельную политику, не обращая внимания на далёкий и не авторитетный Рим. Галлиен, признав существующее положение вещей, даровал Оденату (под чей властью к тому времени оказался почти весь римский Ближний Восток) титул августа. Получив под своё начало азиатские легионы, Оденат продолжал наносить поражения персам. После того как в 266 или 267 году Оденат был убит, его вдова Зенобия, подозревая римлян в организации покушения на своего супруга, приняла сторону персов. Хотя императору Аврелиану в 271—272 годах удалось сокрушить царство Зенобии и разбить спешившие ей на подмогу армии Ирана, положение персов на западе оставалось прочным до смерти шаха. Хотя военные действия не зафиксированы, исключать их нельзя; и всё же завершающие годы царствования Шапура, как кажется, оказались для персов относительно мирными.
Несмотря на отдельные неудачи, Шапуру удалось значительно укрепить позиции молодого государства на Переднем Востоке. Шапур также воевал на северных и восточных рубежах своего царства и, прежде всего, с кушанами. Ещё около 250 года Шапур включил в состав государства Мешан, Сакастан, Гилян, а позже его армии достигли территории современной Туркмении (окончательное утверждение власти персов в Мерве), под влиянием иранцев оказались области до Бактрии, Согдианы и Шаша (современный Ташкент), а также юго-восточный берег Каспия. Особенно прочно Шапур утвердился в Закавказье. Это произошло главным образом вследствие того, что римляне, ослабленные военными неудачами, не могли отстаивать свои интересы в Армении и Грузии. Питиахшем Грузии был посажен брат Шапура, в Армении же Трдат III, сын Аршакида Хосрова, должен был до поры до времени проводить политику Сасанидов.
Затем Шапур I отвоевал Армению и подстрекал парфянина Анака убить царя Армении Хосрова II. Анак сделал, как просил Шапур, и в 258 г. убил Хосрова; однако вскоре после этого сам Анак был убит армянскими дворянами. Затем Шапур назначил своего сына Ормизд-Ардашира «Великим царём Армении». После покорения Армении Грузия подчинилась Сасанидской империи и попала под надзор сасанидского чиновника. Таким образом, когда Грузия и Армения находились под контролем, границы Сасанидов на севере были защищены.
Согласно собственной надписи  Шапура I, он правил над следующими странами:

«И я владею землями Персии, Парфии, Хузестана, Месана, Асурестана (то есть Ассирия и Вавилония), Норд-Ардаширагана (то есть Адиабены), Арбаестана, Адурбадагана (то есть Атропатены), Армении (Армин), Иберии (то есть Картли), Сегана (то есть Мигрелии), Аррана (то есть Кавказская Албания), Баласагана, до Кавказских гор и ворот Алании, и всем хребтом Эльбурсских гор, Мидией, Гурганом (то есть Гирканией), Мерв (Маргианой), Харев (то есть Арией) и всем Абаршахром, Керманом (То есть Карманией), Сакастаном, Тураном, Макураном, Параданом, Хиндестан, Кушаншахр вверх до Пешавара (?) и до Касгара (?), Согдианы и Таскента, и на дальней стороне моря Мазун (= Оман)».— фрагмент надписи Шапура I на «Каабе Зороастра» в Накше-Рустам
Из списка сановников Шапура в той же надписи следует, что Армения, Адиабена и Ивирия находились под управлением шахрдаров. При Шапуре I в основном определились границы Сасанидского Ирана; в дальнейшем они хотя и претерпевали изменения, однако незначительные и временные.

### Внутренняя политика
Шапур I продолжил политику своего отца, направленную на укрепление власти шаханшаха. Сократилось количество мелких вассальных царств, да и в оставшихся правили большей частью царевичи из рода Сасанидов. Всё меньше и меньше оставалось и свободных городов — Шапур присоединял их к своему дастакерту (владению), назначая наместников-шахрабов. Шапур также строил и новые города; в одной из своих надписей он упоминает о шестнадцати основанных им городах (вдвое больше, чем при Ардашире I), самыми известными из которых были Бишапур и Нишапур, возведённые трудом угнанных в рабство пленников. Говорили, что царь лично мог составить смету на строительство и начертить план будущего города. В официальных надписях (кроме монет) он величал себя уже царём «Ирана и не-Ирана». В близкой по времени надписи жреца Картира к «не-Ирану» отнесены следующие территории: Сирия, Киликия, Каппадокия «вплоть до страны Греция» (то есть вся Малая Азия), Армения, Иберия, Албания, страна Баласакан «вплоть до Албанских ворот», то есть нынешнего Дербента.

### Религиозная политика
Наиболее значительным внутренним событием царствования Шапура I было начало пропаганды Мани, вылившееся затем в широкое общественное движение, известное под названием манихейства.
Реконструкция событий III века исследователями предполагает, что в какой-то момент Шапур I начал колебаться в выборе одного из двух путей к идеологическому единству страны: первый — объединить религии завоёванных народов в одну общую, для которой главное — вера в единого бога, пусть и под разными именами. Второй — обращение завоёванных народов в старую зороастрийскую религию, сильно потеснённую со времён эпохи эллинизма, и жестокое подавление не только иной веры, но и «неортодоксальной» религиозной практики внутри зороастризма. Первый путь был предоставлен пророком Мани, второй — жрецом Картиром.
Судя по всему, царь Шапур так и не определился, какую религию выбрать в качестве государственной — зороастризм или манихейство. Оба религиозных деятеля были приняты в свиту царя и сопровождали его в военных походах и путешествиях по стране. Мани поддерживали два обращённых в его веру брата царя, но кто из окружения царя поддерживал Картира — неизвестно. Все 30 лет правления Шапура между двумя соперничающими религиями существовал выверенный баланс. Судя по собственной надписи Шапура на «Каабе Зороастра», сам шах придерживался зороастризма и верил в Ахура Мазду (Ормазда):

«Я — поклоняющийся Мазде, владыка Шапур, царь Ирана и не-Ирана, происходящий от богов, сын поклоняющегося Мазде владыки Ардашира, царя царей Ирана, происходящего от богов, внук владыки Папака, царя. Я — господин Ираншахра.»
Видимо, этой религии Шапур придерживался по привычке и в своей политике отличался большой веротерпимостью, не мешая распространению в своей стране не только манихейства, но и других религий — христианства, иудаизма, буддизма, индуизма. Еврейские источники характеризовали его как доброжелательного правителя, который был доступен для посещений главами их общин. Позже греческие хроники писали, что во время своего вторжения в Сирию, Шапур уничтожал всё, кроме важных святилищ. Христианам своей державы он дал свободу вероисповедания и разрешал им строить церкви без необходимости согласия со стороны чиновников шаха. Мани присутствовал на коронации Шапура I и преподнёс ему книгу своих сочинений, названную в честь монарха «Шапуракан».
Известно также, что при Шапуре в Иране распространялись идеи иноземной науки и философии, литература и искусство западных и восточных соседей. Во всяком случае, позднеперсидское предание приписывает именно ему дополнение текстов «Авесты» сведениями из римских, греческих и индийских научных и философских трудов.

### Смерть
Даже в преклонном возрасте Шапур I оставался активным и полным сил. Близ Хаджиабада сохранилась краткая двуязычная наскальная надпись, гласящая что на данном месте во время праздника Тираган шах пустил из лука стрелу, и его сила была засвидетельствована присутствующими знатными людьми.
Шапур I скончался в Бишапуре в конце 272 или начале 273 года. Будучи при смерти, Шапур провозгласил царём своего сына Ормизда и в завещании дал наставления, как ему вести себя. Есть разные мнения о том, как долго он правил: Согласно выпискам Сергия, приведённым у Агафия Миринейского, Шапур I правил 31 год. Из авторов, принадлежащих к восточным традициям, точно такие же сведения сообщают Иаков Эдесский, ад-Динавари и, видимо, с опорой на последнего, Мирхонд. В других источниках данные о сроке правления Шапура I колеблются от 30 лет с несколькими месяцами или днями до 31 года 6 месяцев и, возможно, нескольких дней. Ат-Табари приводит данные обеих версий: 30 лет 15 дней и 31 год 6 месяцев 19 дней.

### Семья
- У Шапура I были, по крайней мере, одна дочь и четверо сыновей. Сыновья при жизни отца были царями (шахами) разных областей его державы.
- Адур-Анахита — дочь Шапура I, а затем его жена, царица цариц
  - Ормизд-Ардашир — «великий царь армян».
  - Бахрам — первоначально царь Гиляна, затем получил другой удел — Керман (после 260 года)
  - Шапур — царь Месены. Умер раньше своего отца, но оставил шесть сыновей и одну дочь, впоследствии достигших высоких положений.
  - Нарсе — царь «Индии», Сакастана и Турана вплоть до Оманского моря.

| Сасаниды                  |                                                                |                    |
| Предшественник: Ардашир I | шахиншах Ирана и не-Ирана 240/241 — 271/272 (правил 30/31 год) | Преемник: Ормизд I |

### Комментарии
1. ↑  Среднеперсидский титул šāhān šāh ērān ud anērān, также интерпретируется как «шахиншах Ирана и не Ирана»[1]